# Lista de escritoras brasileiras
Esta é uma lista de escritoras que nasceram no Brasil ou cujos escritos estão intimamente associados a esse país.

## A
- Carine Adler (nascida em 1948), roteirista, diretora de cinema
- Zuleika Alambert (1922-2012), escritora feminista, política
- Sarah Aldridge, pseudônimo de Anyda Marchant (1911-2006), romancista lésbica americana nascida no Brasil, contista
- Eugênia Álvaro Moreyra (1898–1948), jornalista, atriz, diretora de teatro
- Miriam Alves (nascida em 1952), poetisa , contista
- Maria Adelaide Amaral (nascida em 1942), dramaturga, roteirista, romancista
- Narcisa Amalia (1856-1924), poetisa , jornalista, ativista dos direitos das mulheres
- Suzana Amaral (1932-2020), diretora de cinema, roteirista
- Leilah Assunção (nascida em 1943), dramaturga importante, atriz

## B
- Bruna Beber (nascida em 1984), poetisa , escritora
- Carol Bensimon (nascida em 1982), contista, romancista
- Tati Bernardi (nascida em 1979), contista, romancista, roteirista, jornalista
- Beatriz Francisca de Assis Brandão (1779–1868), poetisa, tradutora literária e teatral
- Eliane Brum (nascida em 1966), jornalista, romancista, escritora de não-ficção

## C
- Astrid Cabral (nascida em 1936), poetisa  aclamada, educadora
- Alice Dayrell Caldeira Brant (1880-1970), jovem diarista
- Joyce Cavalccante (nascida em 1963), romancista, poetisa , contista
- Kátya Chamma (nascida em 1961), cantora, poetisa
- Marina Colasanti (nascida em 1937), romancista brasileira nascida na Itália, contista, poetisa , jornalista, tradutora
- Cora Coralina (1889-1985), poetisa , escritora infantil
- Giselle Cossard (1923–2016) antropóloga franco-brasileira
- Ana Cristina Cesar (1952-1983), poetisa , tradutora
- Mariana Coelho (1857-1954), ensaísta, poetisa , educadora, feminista
- Sonia Coutinho (1939-2013), jornalista, contista, romancista
- Helena Parente Cunha (nascida em 1929), poetisa , romancista, contista, educadora

## D
- Márcia Denser (nascida em 1949), editora de revista, colunista, contista
- Maria José Dupré (1905-1984), romancista popular, autora de Éramos Seis

## E
- Conceição Evaristo (nascida em 1946), romancista, poetisa, contista
- Ercília Nogueira Cobra (nascida em 1891), autora de "Virgindade Anti-Higiênica" e "Virgindade Inútil"

## F
- Lygia Fagundes Telles (nascida em 1923), romancista, contista
- Francisca Praguer Fróes (1872-1931), médica, feminista, escritora de não-ficção
- Nísia Floresta (1810-1885), escritora feminista precursora
- Eva Furnari (nascida em 1948), escritora infantil nascida na Italia

## G
- Zélia Gattai (1916–2008), fotógrafa, memorialista, romancista, escritora infantil
- Ivone Gebara (nascida em 1944), freira, teóloga feminista, escritora religiosa
- Luisa Geisler (nascida em 1991), contista, romancista
- Ruth Guimarães (1920–2014), primeira autora afro-brasileira a conquistar público nacional para romances, contos e poesias

## H
- Hilda Hilst (1930-2004), poetisa , dramaturga, romancista

## I
- Inez Haynes Irwin (1873-1970), romancista americana nascida no Brasil, contista, escritora de não-ficção, jornalista, feminista

## J
- Noemi Jaffe (nascida em 1962), romancista, educadora
- Jaqueline Jesus (nascida em 1978), psicóloga, ativista dos direitos dos homossexuais, escritora de não-ficção
- Carolina Maria de Jesus (1914-1977), diarista

## K
- Helena Kolody (1912-2004), poetisa

## L
- Ângela Lago (1945-2017), autora infantil
- Maria Lacerda de Moura (1887-1945), anarquista, jornalista, escritora de não-ficção
- Danuza Leão (nascida em 1933), colunista, escritora de não-ficção
- Vange Leonel (1963-2014), cantora, jornalista, romancista, dramaturga, feminista
- Elsie Lessa (1912-2000), jornalista, romancista
- Henriqueta Lisboa (1901–1985), poetisa , ensaísta, tradutora amplamente traduzida
- Clarice Lispector (1920-1977), aclamada romancista, contista, jornalista
- Elisa Lispector (1911-1989), romancista
- Júlia Lopes de Almeida (1862–1934), romancista brasileira precursora, contista, dramaturga, feminista
- Lya Luft (nascido em 1938), romancista, poetisa, tradutora

## M
- Ana Maria Machado (nascida em 1941), escritora infantil
- Gilka Machado (1893-1980), poetisa
- Lúcia Machado de Almeida (1910-2005), poetisa , romancista, escritora infantil
- Maria Clara Machado (1921-2001), dramaturga, escritora infantil
- Tânia Martins (nascida em 1957), poetisa
- Olga Maynard (1913-1994), escritora americana prolífica de não-ficção nascida no Brasil
- Cecília Meireles (1901-1964), poetisa  aclamada
- Ana Miranda (nascido em 1951), romancista
- Ana Montenegro (1915-2006), poetisa , escritora feminista, escritora comunista
- Rose Marie Muraro (1930-2014), socióloga, escritora feminista

## N
- Adalgisa Nery (1905-1980), poetisa , contista, jornalista, política
- Lucila Nogueira (1950-2016), poetisa, ensaísta e contista

## O
- Marly de Oliveira (c. 1938–2007), poetisa prolífica, educadora
- Orlandina de Oliveira (nascida em 1943), socióloga mexicana nascida no Brasil, acadêmica, escritora de não-ficção

## P
- Elvira Pagã (1920-2003), atriz de cinema, escritora, cantora
- Alina Paim (1919-2011), romancista, literatura infantil, escritora feminista, escritora comunista
- Pagu, pseudônimo de Patrícia Rehder Galvão (1910–1962), poetisa , romancista, dramaturga, jornalista, tradutora
- Paula Parisot (nascida em 1978), escritora [1]
- Nélida Piñon (nascida em 1937), romancista, contista
- Adélia Prado (nascida em 1935), poetisa, poesia traduzida para o inglês

## Q
- Rachel de Queiroz (1910-2003), jornalista, romancista, dramaturga, escritora de não-ficção

## R
- Maria Firmina dos Reis (1825-1917), romancista, poetisa
- Regina Rheda (nascida em 1957), romancista americana nascida no Brasil, contista, escritora infantil
- Esmeralda Ribeiro (nascida em 1958), jornalista, romancista
- Cassandra Rios (1932-2002), romancista

## S
- Carola Saavedra (nascida em 1973), romancista
- Miêtta Santiago (1903-1995), poetisa, advogada, feminista
- Yde Schloenbach Blumenschein (1882-1963), poetisa, memorialista
- Diná Silveira de Queirós (1911-1922), romancista, contista, dramaturga, ensaísta, escritora infantil
- Alessandra Silvestri-Levy (nascida em 1972), patrona da arte, escritora de não-ficção
- Angelina Soares (1910-1985), escritora feminista
- Heloneida Studart (1932-2007), romancista, ensaísta, dramaturga, colunista, ativista dos direitos das mulheres
- Auta de Souza (1876-1901), poetisa
- Syang, nome artístico de Simone Dreyer Peres (nascida em 1968), música, escritora erótica

## T
- Malvina Tavares (1866-1939), anarquista, poetisa, educadora
- Lygia Fagundes Telles (nascida em 1923), romancista, contista
- Lourdes Teodoro (nascida em 1946), poetisa afro-brasileira e crítica literário
- Marcia Theophilo (nascida em 1941), poetisa, contista, ensaísta, escreve em português, italiano e inglês
- Wal Torres (nascida em 1950), sexóloga, escritora de não-ficção

## V
- Luize Valente (nascida em 1966), romancista, cineasta, jornalista
- Edla Van Steen (1936-2018), jornalista, radialista, atriz, contista, dramaturga
- Vira Vovk (nascida em 1926), poetisa brasileira nascida na Ucrânia, romancista, dramaturga, tradutora, escreve em ucraniano, alemão e português